# Tamara De Treaux
Tamara Detro (21 octobre 1959 - 28 novembre 1990), plus connue sous son nom de scène Tamara de Treaux est une actrice américaine atteinte de nanisme, qui mesurait 31 pouces et connue pour ses rôles dans les films E.T., l'extra-terrestre et Ghoulies.

## Biographie
Née en Californie, Tamara Detro a une sœur et un frère  plus âgés qu'elle et qui lui survivront tout comme sa mère, Barbara Detro,. Elle a commencé à s'intéresser au jeu d'acteur dès l'âge de 13 ans quand elle a réalisé qu'elle ne pourrait pas faire de babysitting à cause de sa très petite taille. Atteinte de nanisme, elle mesurait 31 pouces à l'âge adulte,.
Grâce à un acteur ami de sa famille, De Treaux a pu jouer une des trois créatures du téléfilm d'horreur de John Newland Les Créatures de l'ombre (titre original Don't Be Afraid of the Dark) sorti en 1973 pour ce qui est son premier rôle dans un film,. Pour ce film, la fabrication des prothèses permettant à De Treaux de jouer le rôle d'une «créature ressemblant à un gnome» a nécessité quelques adaptations spéciales, selon le maquilleur John Chambers. Après Don't Be Afraid of the Dark, elle a joué sur scène à la Dickens Faire et a également réalisé des publicités. Elle est diplômée en 1978 au San Leandro High School, à San Leandro (Californie) et elle a aussi étudié la psychologie au Chabot College. De Treaux confectionnait plusieurs de ses propres vêtements. Elle compte alors parmi ses amis, les acteurs Lily Tomlin et Robin Williams. Pour le film La Puce et le Grincheux (Little Miss Marker) de 1980, elle a travaillé comme remplaçante pour l'enfant actrice de six ans Sara Stimson.
En 1980, De Treaux travaille ensuite à San Francisco avec un groupe de chant appelé les Medflies,. Le groupe se produit au Boarding House de San Francisco, ainsi qu'au Comedy Store de Los Angeles et au Roxy. Lors de l'une des représentations des Medflies au Roxy à Los Angeles, elle est remarquée par Steven Spielberg. Elle est engagée après la blessure du premier acteur, et devient alors l'une des interprètes d'E.T. dans le film de Spielberg E.T., l'extra-terrestre. Elle a notamment endossé le costume d'E.T. lors des scènes nécessitant des mouvements et notamment la scène finale où E.T. rejoint le vaisseau spatial.
Après le film de Spielberg, De Treaux joue dans Ghoulies,  sorti en 1985. Le travail de De Treaux dans ce film a été salué par Michael Wilmington dans le Los Angeles Times alors qu'il détestait le film, mais a apprécié la performance de l'actrice.
Ensuite, De Treaux remonte sur scène et apparait dans Divinas palabras (es) de Ramón del Valle-Inclán en 1989 à Los Angeles dans une performance mise en scène par The Bilingual Foundation for the Arts. De Treaux est l'un des modèles de Daphné et Apollo, Los Angeles (1990), photographié par Joel-Peter Witkin.
Tamara De Treaux était une amie de l'écrivain américain Armistead Maupin. Ses journaux ont fourni la principale influence pour façonner l'héroïne "Cadence Roth" dans son roman Maybe the Moon,.
Tamara De Treaux décède de problèmes respiratoires et cardiaques au North Hollywood Medical Center (en) le 28 novembre 1990 et mise en sépulture au Forest Lawn Memorial Park (Hollywood Hills) le 2 décembre 1990,. Elle a été la plus petite actrice connue,,.

## Filmographie
- 1973 : Les Créatures de l'ombre (Don't Be Afraid of the Dark) de John Newland : une créature
- 1980 : La Puce et le Grincheux (Little Miss Marker) de Walter Bernstein : remplaçante de Little Miss Marker
- 1982 : E.T., l'extra-terrestre (E.T. the Extra-Terrestrial) de Steven Spielberg : E.T.
- 1985 : Ghoulies de Luca Bercovici (en) : Greedigut
- 1990 : Rockula (en) de Luca Bercovici (en) : Bat Dork
- 1991 : The Linguini Incident de Richard Shepard : Camile
- 1991 : Ted & Venus de Bud Cort : l'amoureuse du banc dans le parc